# 103-я моторизованная дивизия
103-я моторизованная дивизия (103-я мд) — воинское соединение войск РККА Вооружённых Сил СССР в период Великой Отечественной войны.
Период боевых действий: с 22 июня по 28 августа 1941 года

## История формирования дивизии
В марте дивизия дислоцировалась в г. Ворошиловск, где была переформирована в моторизованную дивизию в составе 26-го механизированного корпуса. Входила в состав 19-й армии войск Резерва Главного Командования (РГК). До 1 июля прибывших солдат распределяли по подразделениям дивизии, а 2 июля по Директиве ГШ № 9/ЗР направлялись эшелонами в район Иловайска в состав 24-й армии Резервного Фронтаиюля.

## Боевой путь дивизии

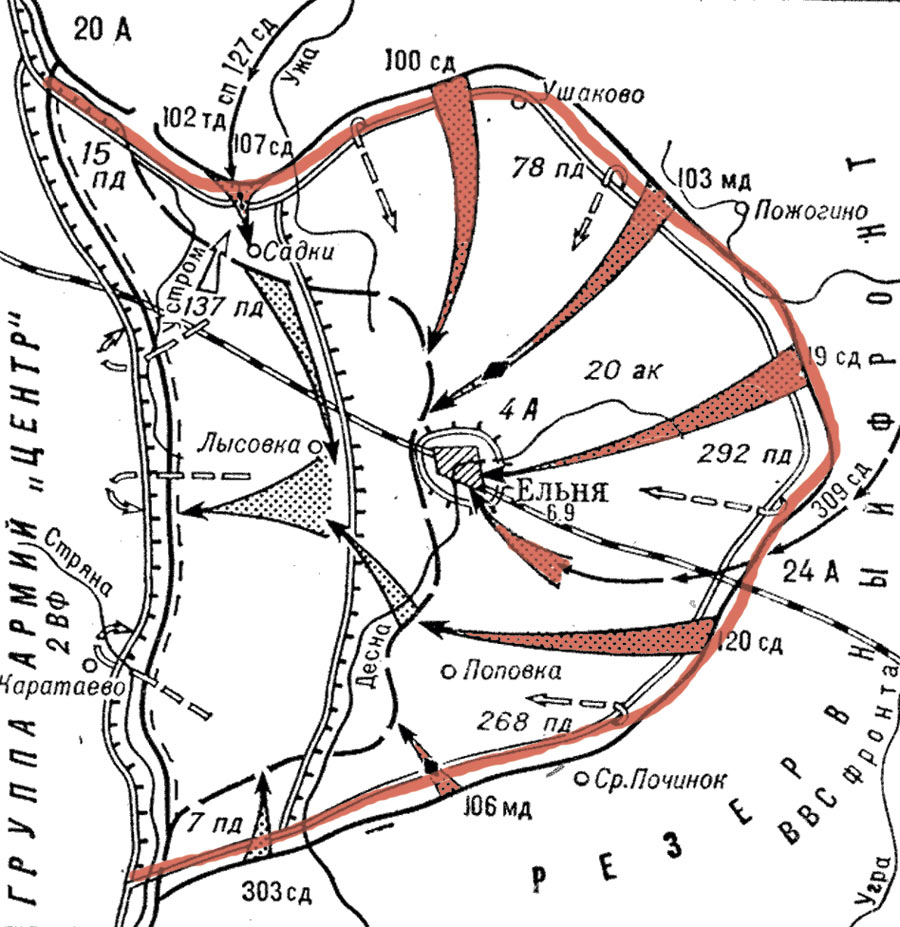
Схема Ельнинской наступательной операции. Дислокация формирований.

C 15 июля находилась в составе действующей армии. В 20-х числах июля фашистские войска захватили территорию Ельни и близлежащих населенных пунктов, образовав так называемый ельнинский выступ. Отдельные танковые части 103-й мд приняли участие в кровопролитных атаках под Ельней. Остальные части сосредоточились в районе Белый Холм в резерве командарма 24-й армии.
Конец июля и начало августа части 24-й армии вели практически непрекращающиеся атаки на Ельню. 2 августа 103-я мд вместе с 355-м стрелковым полком и 100-й стрелковой дивизией, которые возглавлял командир бригады Н. И. Кончица, с северного фланга выступили на Ельню. К исходу дня данная группа овладела важным узлом обороны противника Ушаково, где против 103-й мд вело оборону элитное подразделение Дивизия «Великая Германия».
3 августа 1941 года он генерал армии Г. К. Жуков, недовольный ходом боев в районе Ельни, подписал Приказ, который было велено немедленно вручить командующему 24-й армии генерал-майору К. И. Ракутину и командирам дивизий, в том числе 103-й мд:
103 дивизия, имея особо усиленную артиллерийскую поддержку – батарею РС-ов, авиационную поддержку, до сих пор позорно топчется почти на одном месте. Еще раз предупреждаю командование 103 мд о преступном отношении к выполнению боевых приказов и особо предупреждаю, если в течение 4.8 противник не будет разбит и дивизия не выйдет в назначенный район, командование будет арестовано и предано суду Военного трибунала. 103 мд усилить еще одной батареей РС-ов..
К 7 августа 103-я мд сосредоточилась в районе деревень Лаврово и Ушаково, а 8 августа все дивизии армии перешли в наступление на Ельню. К 10 августа дивизия вышла на рубеж села Ольшки. 16 августа все дивизии армии предприняли атаку на противника, которая была встречена сильным огнем противника, но левому флангу дивизии удалось ворваться в немецкие окопы у Семешино и подошли вплотную к Лаврово. С 21 августа дивизия вела бои за Устиново, Чужумово и Ушаково, продвинувшись к окопам противника. К 25 августа в составе дивизии осталось всего 600 бойцов боевого состава.
28 августа 1941 года 103-я мд переформирована в 103-ю стрелковую дивизию.

## Подчинение
| Дата                    | Фронт (округ)                | Армия      |
| ----------------------- | ---------------------------- | ---------- |
| 11.03.1941 — 01.07.1941 | Резерв главного командования | 19-я армия |
| 1.07.1941 — 28.08.1941  | Резервный фронт              | 24-я армия |

## Состав дивизии
- управление
- 583-й моторизованный полк,
- 688-й моторизованный полк,
- 147-й танковый полк,
- 155-й отдельный истребительно-противотанковый дивизион,
- 271-й артиллерийский полк,
- 256-й отдельный зенитный артиллерийский дивизион,
- 98-й разведывательный батальон,
- 141-й лёгко-инженерный батальон,
- 146-й отдельный батальон связи,
- 220-й артиллерийский парковый дивизион,
- 139-й медико-санитарный батальон,
- 110-й автотранспортный батальон,
- 198-й ремонтно-восстановительный батальон,
- 61-я рота регулирования,
- 117-я полевая хлебопекарня,
- 196-я полевая почтовая станция,
- 214-я полевая касса Госбанка[1].

## Командование
- генерал-майор Тимофеев Григорий Тимофеевич — 11 марта — 10 июля 1941
- командир бригады Кончиц, Николай Иванович — 11-22 июля 1941
- полковник В. И. Соловьев — 22 июля-10 августа 1941
- Биричев Иван Иванович — командир дивизии, c 1 августа был назначен командиром 103-й мд, далее перешёл к командованию 103-й сд[1].